# Catastrophe du Spyros
La catastrophe du Spyros est un accident industriel grave qui s'est produit à Singapour le 12 octobre 1978, lorsque le pétrolier grec Spyros a explosé sur le chantier naval de Jurong, causant 76 morts et 69 blessés. En termes de vies humaines, cet accident est le plus grave dans l'histoire de Singapour depuis la fin de la Seconde Guerre mondiale.

## Chronologie
Le Spyros est construit par l'entreprise japonaise Mitsubishi Heavy Industries en 1964 ; ce pétrolier, actionné par turbine à vapeur, présente un poids à vide de 64 081 tonnes. Le navire appartient à la société libérienne Ulysses Tanker Corporation et il est affrété par International Operations, SA. Le 6 octobre 1978, il arrive à Singapour, sur le chantier naval de Jurong, pour un bilan général ainsi que des réparations.
Le 12 octobre 1978, vers 14h30, le navire explose ; à ce moment-là, environ 150 employés revenaient de leur pause déjeuner et se dirigeaient vers les salles des machines et des chaudières pour des travaux de réparation et de nettoyage. En outre, certains membres de l'équipage — qui comptait 32 personnes au total — se trouvaient à bord. La déflagration a projeté des débris jusqu'à 100 mètres de distance et déclenché un violent incendie qui a empêché les travailleurs du port de se porter au secours des collègues piégés dans le navire. Quelques minutes plus tard, l'alerte est lancée et mobilise la police, l'armée et les services médicaux. Les agents du port se rendent dans la salle des machines pour aider leurs collègues. Une fois l'incendie maîtrisé, les véhicules de secours se précipitent sur les lieux tandis que les employés du port participent à l'évacuation des morts et des blessés. Les victimes souffrent de brûlures et des conséquences de l'inhalation des gaz toxiques. 57 personnes décèdent le jour de l'accident, d'autres les jours suivants.
Une enquête menée sur la catastrophe relève des problèmes relatifs aux mesures de sécurité lors des réparations. Les étincelles émise par un fer à souder ont entraîné l'incendie, qui a mis le feu aux vapeurs émanant des cuves. Celles-ci étaient contaminées par du pétrole brut. L'explosion a causé la rupture de la cloison entre le réservoir et la salle des machines : le pétrole en feu s'est répandu dans la salle des machines, ce qui a causé la mort immédiate des ouvriers.

### Documentation
- « Explosion à bord d'un pétrolier grec dans le port de Singapour. Cinquante-neuf morts », Le Monde,‎ 14 octobre 1978 (lire en ligne).
- (en) Michael Kah Lip Khoo, The explosion and fire on board S.T. Spyros, 12th October 1978 : the inquiry report, Singapore : Ministry of Labour, 1978 (présentation en ligne).